# Michel Pintoin
Michel Pintoin, né vers 1349, mort le 16 février 1421, est un moine de l'abbaye de Saint-Denis (dès 1368), prévôt de la Garenne (dépendance de l'abbaye) en 1394, chantre de la communauté à partir de 1400 environ. Dans un article de 1976, il a été identifié comme le chroniqueur principal de la chronique latine officielle du règne de Charles VI, dite Chronique du religieux de Saint-Denis.

## Le «Religieux de Saint-Denis»
Il est mentionné avec la qualité de chantre à la date du 23 novembre 1411. Selon un obituaire rédigé en 1730, il l'était aussi en 1415. En fait, il a probablement succédé directement dans cette fonction à Guillaume de Roquemont, chantre signalé en 1393, mort vers 1400. Sa mort est mentionnée dans un nécrologe conservé des moines de Saint-Denis : « Michael Pintoin, quondam cantor hujus ecclesie, obiit XVIe die mensis februarii anno eodem 1420 » (1420 « vieux style », 1421 pour nous).
Sa qualité de chroniqueur apparaît dans une note marginale ajoutée par Jean de Montreuil sur une copie de son discours À toute la chevalerie de France : « Combien que j'ay oy dire au chantre et croniqueur de Saint Denis, personne de grand religion et reverence, qu'il a trouvé par tres anciens livres que la dicte coustume et ordonnance, qu'il appelle la loy salica, fut faicte et constituee devant qu'il eust onques roy chrestien en France [...] ». Cette note daterait d'entre 1409 et 1414, probablement de 1413. D'autre part, la date de sa mort correspond parfaitement à un changement de main observée dans le texte de la Chronique du religieux de Saint-Denis : à partir de XLI, 5 (milieu de l'année 1420), le relais est pris par Jean Chartier, autre moine chroniqueur de l'abbaye de Saint-Denis.
L'identification entre Michel Pintoin et l'auteur principal de la chronique étant admise, les autres informations sur lui viennent surtout du texte. Il écrit qu'il est septuagénaire en 1419. Il habite déjà Saint-Denis en octobre 1368. C'est un homme cultivé qui a des modèles littéraires comme l'Historia rerum in partibus transmarinis gestarum de Guillaume de Tyr. Il séjourne en Angleterre en 1381 (pendant la révolte de Wat Tyler) pour y défendre les intérêts de l'abbaye de Saint-Denis. Ensuite, ayant reçu la charge officielle de « chroniqueur de France » (confiée par l'abbé de Saint-Denis), il suit à plusieurs reprises le roi dans ses déplacements : il est avec lui à L'Écluse en 1386, au Mans en 1392 ; il est présent aux conférences de Leulinghen en 1393. Il signale sa présence à la cour pontificale à Avignon en 1387, et il y retourne en 1395 avec le duc de Berry (qu'il a connu particulièrement) et le duc de Bourgogne, envoyés du roi. Il avait accès à des documents confidentiels de la chancellerie royale. Il participe aux campagnes contre le duc de Berry en juin 1412, contre le duc de Bourgogne en avril-mai 1414.

## Œuvre
L'auteur de la Chronique latine de Charles VI n'avait pas seulement écrit l'histoire de ce règne, comme il le dit lui-même : dans son prologue, il écrit qu'il avait déjà « retracé d'une main malhabile la Geste » de Charles V ; en II, 6, rapportant la mort de la reine Jeanne de Naples (27 juillet 1382), il souligne qu'il avait auparavant raconté les circonstances de son avènement, en 1343. Cela signifie que son récit du règne de Charles VI s'inscrivait dans une suite, rédigée de sa main, remontant au moins au règne de Philippe VI. Adrien But († 1488), moine chroniqueur de l'abbaye des Dunes, rapporte que son prédécesseur Jean Brandon († 1428) avait connu à Paris un moine de l'abbaye de Saint-Denis, qualifié de « notarius regis » (ce qu'il faut comprendre comme « historiographe du roi ») qui était aussi versé dans l'histoire contemporaine (« quæ suis in diebus evenerant ») que dans l'histoire antérieure de nombreux pays (« de retroactis universaliter gestis per amplissimum orbis spatium »). Michel Pintoin avait sans doute composé (par compilation) une Chronique universelle dont subsistent d'autres parties dans des manuscrits.